# بزوایلس-سور-موس
بزوایلس-سور-موس (به فرانسوی: Bazoilles-sur-Meuse) یک کمون (فرانسه) در فرانسه است که در ووژ (فرانسه) واقع شده‌است. بزوایلس-سور-موس ۲۱٫۲۵ کیلومتر مربع مساحت دارد.